# 쁘띠큐어 ~Precure Fairies~
《쁘띠큐어 ~Precure Fairies~》는 도에이 애니메이션이 제작한 일본의 웹 애니메이션이다. 《프리큐어 시리즈》의 스핀오브 작품으로 2025년 4월 3일 유튜브 및 프리큐어 공식 SNS를 통해 착신중이다.

## 개요
- 프리큐어 시리즈의 스핀오브 작품이다.
- 프리큐어 시리즈 21년만이자 최초로 프리큐어들이 아닌 프리큐어들의 요정들이 메인 캐릭터로 등장하며 작고 귀여운 모습으로 요정들의 일상을 그려내었다.

## 등장인물
포룬(일본어: ポルン)
코코(일본어: ココ)
너츠(일본어: ナッツ)
하미(일본어: ハミィ)
퍼프(일본어: パフ)
모후룬(일본어: モフルン)
유우나기 츠바사(일본어: 夕凪 ツバサ) (푸니버드 모습)
이누카이 코무기(일본어: 犬飼 こむぎ) (강아지 모습)
네코야시키 유키(일본어: 猫屋敷 ユキ) (고양이 모습)

## 참조

### 주해
1. ↑  일본어: ぷちきゅあ〜Precure Fairies〜 푸치큐아 ~프리큐아 페어리즈~[*], 영어: Petit ~Precure Fairies~